# Национальный олимпийский комитет Экваториальной Гвинеи
Национальный олимпийский комитет Экваториальной Гвинеи (фр. Comité national olympique équato-guinéen) — организация, представляющая Экваториальную Гвинею в международном олимпийском движении. Основан в 1980 году, зарегистрирован в МОК в 1984 году.
Штаб-квартира расположена в Малабо. Является членом Международного олимпийского комитета, Ассоциации национальных олимпийских комитетов Африки и других международных спортивных организаций. Осуществляет деятельность по развитию спорта в Экваториальной Гвинее.